# Trotteur roumain
Le trotteur roumain (roumain : trapas romanesc) est une race de chevaux de type trotteur, originaire de Roumanie.

## Histoire
L'origine de la race remonte à des croisements pratiqués à partir de 1887, entre le Standardbred ou trotteur américain, et d'autres races (à environ 20 %) telles que le trotteur d'Orlov, le trotteur français, le trotteur russe, le Nonius et le Furioso-North Star. La race reste en formation jusqu'environ 1950.

## Description
CAB International cite une taille allant de 1,57 m à 1,62 m, tandis que d'après le guide Delachaux, ces chevaux toisent de 1,55 m à 1,57 m.
Sa tête est de profil rectiligne, attachée à une encolure musclée. Le garrot est bien sorti, le dos plutôt long et solide, la croupe bien musclée, longue et large. Les pieds ont une corne solide.
La robe est généralement foncée, baie ou plus rarement noire. 

## Utilisations
La race est destinée aux courses de trot, mais elle sert aussi en équitation de loisir.

## Diffusion de l'élevage
Le Trotteur roumain est l'une des races de chevaux élevées en Roumanie. L'unique recensement des effectifs de la race en Roumanie, réalisé en 2003 et référencé dans la base de données DAD-IS, indique seulement 250 sujets. L'étude menée par l'Université d'Uppsala, publiée en août 2010 pour la FAO, signalait le trotteur roumain comme race de chevaux locale européenne en danger d'extinction.